# The Aftermath (musikalbum)
The Aftermath är det tysk-norska folk metal-bandet Midnattsols fjärde studioalbum, utgivet 2018 av skivbolaget  Napalm Records.

## Låtförteckning
1. "The Purple Sky" – 6:06
2. "Syns sang" – 5:01
3. "Vem kan segla" – 3:47
4. "Ikje glem meg" – 4:22
5. "Herr Mannelig" – 9:05
6. "The Aftermath" – 5:18
7. "The Unveiled Truth" – 3:58
8. "Evaluation of Time" (instrumental) – 6:44
9. "Forsaken" – 6:05
10. "Eitrdropar" – 2:58

- Text: Carmen Elise Espenæs (spår 1, 2, 4, 6, 7, 9, 10)
- Musik: Midnattsol (spår 1, 2, 4 6–10)
- "Vem kan segla" ("Vem kan segla förutan vind?") är en folkvisa känd från Finlands svenskbygder och anses komma från Åland.
- Herr Mannelig (även känd som "Herr Mannerlig", "Herr Magnus och havsfrun" eller "Bergatrollets frieri") är en svensk medeltidsballad som förtäljer historien om ett kvinnligt bergatroll som friar till en riddare.

## Medverkande
Musiker (Midnattsol-medlemmar)
- Carmen Elise Espenæs – sång
- Daniel Fischer – keyboard
- Stephan Adolph – basgitarr, trummor, gitarr
- Alex Kautz – gitarr
- Liv Kristine Espenæs – sång

Produktion
- Midnattsol – producent
- Rune Gunnar Stensøy – ljudtekniker
- Stephan Adolph – ljudmix, mastering
- Heilemania – foto, omslagskonst
- Joachim Cilslik – logo